# Calostemmateae
Calostemmateae är ett tribus i familjen amaryllisväxter med två släkten från Australien. 

## Släkten
Cardwelliljesläktet (Proiphys) har blad med bred bladskiva och tydligt avgränsat skaft. Det andra släktet, Calostemma, har remlika blad.